# Integrated Regional Information Networks
Integrated Regional Information Networks (IRIN), ungefär Samlade regionala informationsnätverk) är en redaktionellt oberoende nyhetsbyrå grundad 1995 som drivs av FN:s kontor för samordning av humanitär hjälp i Nairobi, Kenya.
Nyhetsbyrån agerar på FN:s mandat och har till uppdrag att förmedla relevant information till dem som drabbas av kriser såsom naturkatastrofer, krig, massflykt och liknande i Nordafrika, Mellanöstern och Centralasien.